# Torneios WTA Premier Mandatory
O WTA Premier Mandatory encabeçou a série de eventos introduzida pela Associação de Tênis Feminino (WTA) em 2009, que durou até 2020. Como o nome diz, eram de participação obrigatória para as tenistas com ranking de classificação.
Foi composto por quatro cidades, se mantendo assim até o fim. Três competições em piso duro e uma no saibro. Estreava na temporada em março, com Indian Wells e Miami, estes com duas semanas cada; Madri, em abril e/ou maio; e Pequim, em outubro.
Em 2020, devido à pandemia de COVID-19, nenhum evento dessa categoria ocorreu.
Doze anos depois, a Associação a Associação reformulou o sistema, visando aproximá-lo do conhecido na Associação de Tenistas Profissionais (ATP). O Premier Mandatory migrou para parte do que se tornou o WTA 1000.

## Eventos

### 2020
| Semana  | Cidade       | País           | Nome comercial    | Piso   | Campeã                                  | Campeãs                                 |
| ------- | ------------ | -------------- | ----------------- | ------ | --------------------------------------- | --------------------------------------- |
| 10 / 11 | Indian Wells | Estados Unidos | BNP Paribas Open  | duro   | Cancelado devido à pandemia de COVID-19 | Cancelado devido à pandemia de COVID-19 |
| 12 / 13 | Miami        | Estados Unidos | Miami Open        | duro   | Cancelado devido à pandemia de COVID-19 | Cancelado devido à pandemia de COVID-19 |
| 37      | Madri        | Espanha        | Mutua Madrid Open | saibro | Cancelado devido à pandemia de COVID-19 | Cancelado devido à pandemia de COVID-19 |
| 41      | Pequim       | China          | China Open        | duro   | Cancelado devido à pandemia de COVID-19 | Cancelado devido à pandemia de COVID-19 |

### 2019
| Semana  | Cidade       | País           | Nome comercial    | Piso   | Campeã           | Campeãs                           |
| ------- | ------------ | -------------- | ----------------- | ------ | ---------------- | --------------------------------- |
| 10 / 11 | Indian Wells | Estados Unidos | BNP Paribas Open  | duro   | Bianca Andreescu | Elise Mertens Aryna Sabalenka     |
| 12 / 13 | Miami        | Estados Unidos | Miami Open        | duro   | Ashleigh Barty   | Elise Mertens Aryna Sabalenka     |
| 19      | Madri        | Espanha        | Mutua Madrid Open | saibro | Kiki Bertens     | Hsieh Su-wei Barbora Strýcová     |
| 40      | Pequim       | China          | China Open        | duro   | Naomi Osaka      | Sofia Kenin Bethanie Mattek-Sands |

### 2018
| Semana  | Cidade       | País           | Nome comercial    | Piso   | Campeã             | Campeãs                                    |
| ------- | ------------ | -------------- | ----------------- | ------ | ------------------ | ------------------------------------------ |
| 10 / 11 | Indian Wells | Estados Unidos | BNP Paribas Open  | duro   | Naomi Osaka        | Hsieh Su-wei Barbora Strýcová              |
| 12 / 13 | Miami        | Estados Unidos | Miami Open        | duro   | Sloane Stephens    | Ashleigh Barty Coco Vandeweghe             |
| 19      | Madri        | Espanha        | Mutua Madrid Open | saibro | Petra Kvitová      | Ekaterina Makarova Elena Vesnina           |
| 40      | Pequim       | China          | China Open        | duro   | Caroline Wozniacki | Andrea Sestini Hlaváčková Barbora Strýcová |

### 2017
| Semana  | Cidade       | País           | Nome comercial    | Piso   | Campeã          | Campeãs                      |
| ------- | ------------ | -------------- | ----------------- | ------ | --------------- | ---------------------------- |
| 10 / 11 | Indian Wells | Estados Unidos | BNP Paribas Open  | duro   | Elena Vesnina   | Chan Yung-jan Martina Hingis |
| 12 / 13 | Miami        | Estados Unidos | Miami Open        | duro   | Johanna Konta   | Gabriela Dabrowski Xu Yifan  |
| 19      | Madri        | Espanha        | Mutua Madrid Open | saibro | Simona Halep    | Chan Yung-jan Martina Hingis |
| 40      | Pequim       | China          | China Open        | duro   | Caroline Garcia | Chan Yung-jan Martina Hingis |

### 2016
| Semana  | Cidade       | País           | Nome comercial    | Piso   | Campeã              | Campeãs                               |
| ------- | ------------ | -------------- | ----------------- | ------ | ------------------- | ------------------------------------- |
| 10 / 11 | Indian Wells | Estados Unidos | BNP Paribas Open  | duro   | Victoria Azarenka   | Bethanie Mattek-Sands Coco Vandeweghe |
| 12 / 13 | Miami        | Estados Unidos | Miami Open        | duro   | Victoria Azarenka   | Bethanie Mattek-Sands Lucie Šafářová  |
| 18      | Madri        | Espanha        | Mutua Madrid Open | saibro | Simona Halep        | Caroline Garcia Kristina Mladenovic   |
| 40      | Pequim       | China          | China Open        | duro   | Agnieszka Radwańska | Bethanie Mattek-Sands Lucie Šafářová  |

### 2015
| Semana  | Cidade       | País           | Nome comercial    | Piso   | Campeã           | Campeãs                            |
| ------- | ------------ | -------------- | ----------------- | ------ | ---------------- | ---------------------------------- |
| 10 / 11 | Indian Wells | Estados Unidos | BNP Paribas Open  | duro   | Simona Halep     | Martina Hingis Sania Mirza         |
| 12 / 13 | Miami        | Estados Unidos | Miami Open        | duro   | Serena Williams  | Martina Hingis Sania Mirza         |
| 18      | Madri        | Espanha        | Mutua Madrid Open | saibro | Petra Kvitová    | Casey Dellacqua Yaroslava Shvedova |
| 40      | Pequim       | China          | China Open        | duro   | Garbiñe Muguruza | Martina Hingis Sania Mirza         |

### 2014
| Semana  | Cidade       | País           | Nome comercial    | Piso   | Campeã          | Campeãs                       |
| ------- | ------------ | -------------- | ----------------- | ------ | --------------- | ----------------------------- |
| 10 / 11 | Indian Wells | Estados Unidos | BNP Paribas Open  | duro   | Flavia Pennetta | Hsieh Su-wei Peng Shuai       |
| 12 / 13 | Miami        | Estados Unidos | Sony Open Tennis  | duro   | Serena Williams | Martina Hingis Sabine Lisicki |
| 19      | Madri        | Espanha        | Mutua Madrid Open | saibro | Maria Sharapova | Sara Errani Roberta Vinci     |
| 40      | Pequim       | China          | China Open        | duro   | Maria Sharapova | Andrea Hlaváčková Peng Shuai  |

### 2013
| Semana  | Cidade       | País           | Nome comercial    | Piso   | Campeã          | Campeãs                                 |
| ------- | ------------ | -------------- | ----------------- | ------ | --------------- | --------------------------------------- |
| 10 / 11 | Indian Wells | Estados Unidos | BNP Paribas Open  | duro   | Maria Sharapova | Ekaterina Makarova Elena Vesnina        |
| 12 / 13 | Miami        | Estados Unidos | Sony Open Tennis  | duro   | Serena Williams | Nadia Petrova Katarina Srebotnik        |
| 19      | Madri        | Espanha        | Mutua Madrid Open | saibro | Serena Williams | Anastasia Pavlyuchenkova Lucie Šafářová |
| 40      | Pequim       | China          | China Open        | duro   | Serena Williams | Cara Black Sania Mirza                  |

### 2012
| Semana  | Cidade       | País           | Nome comercial     | Piso          | Campeã              | Campeãs                          |
| ------- | ------------ | -------------- | ------------------ | ------------- | ------------------- | -------------------------------- |
| 10 / 11 | Indian Wells | Estados Unidos | BNP Paribas Open   | duro          | Victoria Azarenka   | Liezel Huber Lisa Raymond        |
| 12 / 13 | Miami        | Estados Unidos | Sony Ericsson Open | duro          | Agnieszka Radwańska | Maria Kirilenko Nadia Petrova    |
| 19      | Madri        | Espanha        | Mutua Madrid Open  | saibro (azul) | Serena Williams     | Sara Errani Roberta Vinci        |
| 40      | Pequim       | China          | China Open         | duro          | Victoria Azarenka   | Ekaterina Makarova Elena Vesnina |

### 2011
| Semana  | Cidade       | País           | Nome comercial              | Piso   | Campeã              | Campeãs                                |
| ------- | ------------ | -------------- | --------------------------- | ------ | ------------------- | -------------------------------------- |
| 10 / 11 | Indian Wells | Estados Unidos | BNP Paribas Open            | duro   | Caroline Wozniacki  | Sania Mirza Elena Vesnina              |
| 12 / 13 | Miami        | Estados Unidos | Sony Ericsson Open          | duro   | Victoria Azarenka   | Daniela Hantuchová Agnieszka Radwańska |
| 18      | Madri        | Espanha        | Mutua Madrileña Madrid Open | saibro | Petra Kvitová       | Victoria Azarenka Maria Kirilenko      |
| 40      | Pequim       | China          | China Open                  | duro   | Agnieszka Radwańska | Květa Peschke Katarina Srebotnik       |

### 2010
| Semana  | Cidade       | País           | Nome comercial              | Piso   | Campeã             | Campeãs                          |
| ------- | ------------ | -------------- | --------------------------- | ------ | ------------------ | -------------------------------- |
| 10 / 11 | Indian Wells | Estados Unidos | BNP Paribas Open            | duro   | Jelena Janković    | Květa Peschke Katarina Srebotnik |
| 12 / 13 | Miami        | Estados Unidos | Sony Ericsson Open          | duro   | Kim Clijsters      | Gisela Dulko Flavia Pennetta     |
| 19      | Madri        | Espanha        | Mutua Madrileña Madrid Open | saibro | Aravane Rezaï      | Serena Williams Venus Williams   |
| 40      | Pequim       | China          | China Open                  | duro   | Caroline Wozniacki | Chuang Chia-jung Olga Govortsova |

### 2009
| Semana  | Cidade       | País           | Nome comercial              | Piso   | Campeã              | Campeãs                             |
| ------- | ------------ | -------------- | --------------------------- | ------ | ------------------- | ----------------------------------- |
| 10 / 11 | Indian Wells | Estados Unidos | BNP Paribas Open            | duro   | Vera Zvonareva      | Victoria Azarenka Vera Zvonareva    |
| 12 / 13 | Miami        | Estados Unidos | Sony Ericsson Open          | duro   | Victoria Azarenka   | Svetlana Kuznetsova Amélie Mauresmo |
| 19      | Madri        | Espanha        | Mutua Madrileña Madrid Open | saibro | Dinara Safina       | Cara Black Liezel Huber             |
| 40      | Pequim       | China          | China Open                  | duro   | Svetlana Kuznetsova | Hsieh Su-wei Peng Shuai             |